# Ufuk Özbek
Ufuk Özbek (* 1. September 1992 in Castrop-Rauxel) ist ein türkischer Fußballspieler. Seine bevorzugte Position ist das offensive Mittelfeld. Sein Bruder Barış Özbek ist ebenfalls Fußballprofi.

## Karriere
Karakoc begann seine Karriere bei Blau-Gelb Schwerin und spielte von 2003 bis 2010 für die Jugendmannschaften des FC Schalke 04. Zur Saison 2010/11 wechselte er zum Drittligisten 1. FC Saarbrücken.
Zur Saison 2013/14 wechselte 
Ufuk zur U-23-Mannschaft von Borussia Dortmund, wo er einen Zwei-Jahres-Vertrag unterschrieb. Ab Sommer 2016 stand er bei Rot Weiss Ahlen in der Regionalliga unter Vertrag. In der Winterpause 2016/17 wurde er von dem Trainer Erhan Albayrak aussortiert und verließ den Verein in Richtung Türkei. In der Rückrunde stand er für Kastamonuspor auf dem Platz und wechselte im Sommer 2017 weiter zum Drittligisten Tepecikspor.
Ufuk nahm mit der türkischen U-17-Nationalmannschaft an der U-17-Fußball-Weltmeisterschaft 2009 teil, wo er mit der Mannschaft das Viertelfinale erreichte. Ufuk kam dort in allen fünf Partien zum Einsatz.